# NGC 4937
NGC 4937 je jedan do danas nepotvrđeni objekt u zviježđu Centauru. NGC je jedna od šest ili sedam zvijezda postojećeg zviježđa Centaura. Prividne je veličine oko 0,5′ × 0,5′. Grješkom je identificiran kao galaktika pa je tako ušao u katalog.
Sva promatranja poslije nisu na tom položaju uočila nikoji objekt. Zato već u Revidiranom Novom općem katalogu proglašen je za nepostojeći.

## Vanjske poveznice
- (eng.) SEDS: NGC 4937
- (eng.) Revidirani Novi opći katalog
- (eng.) Izvangalaktička baza podataka NASA-e i IPAC-a
- (eng.) Astronomska baza podataka SIMBAD
- (eng.) VizieR